# الحمطي (حبيش)

تعديل مصدري - تعديل

الحمطي محلة تابعة لقرية ذي دومان، التابعة لعزلة بني معين بمديرية حبيش إحدى مديريات محافظة إب في الجمهورية اليمنية، بلغ تعداد سكانها 87 حسب تعداد اليمن لعام 2004.